# Копани (Могилёвская область)
Копани́ (бел. Капані́) — деревня в составе Войниловского сельсовета Чаусского района Могилёвской области Республики Беларусь.

## История
Упоминается в 1670 году как деревня в Островецком приходе в составе Осовецкой волости Могилевской волости в Оршанском повете ВКЛ.

## Население
- 2010 год — 77 человек